# Amblyodipsas ventrimaculata
Espèce
Synonymes
- Rhinocalamus ventrimaculatus Roux, 1907
- Calamelaps pellegrini Angel, 1921
- Calamelaps ventrimaculatus websteri FitzSimons & Brain, 1958
- Amblyodipsas ventrimaculatus (Roux, 1907)

Statut de conservation UICN

 LC  : Préoccupation mineure
Amblyodipsas ventrimaculata est une espèce de serpents de la famille des Lamprophiidae. 

## Répartition
Cette espèce se rencontre :
- au Botswana ;
- dans le nord de la Namibie ;
- dans l'ouest de la Zambie ;
- dans le nord du Zimbabwe.

## Description
L'holotype de Amblyodipsas ventrimaculata mesure 425 mm dont 25 mm pour la queue. Cette espèce a la face dorsale grise. Sa face ventrale est fortement tachées de noir. C'est un serpent venimeux.

## Étymologie
Son nom d'espèce, dérivé du latin venter, « ventre », et macula, « tache », lui a été donné en référence à sa livrée.

## Publication originale
- Roux, 1907 : Sur quelques reptiles sud-africains. Revue suisse de zoologie, vol. 15, p. 75-86 (texte intégral).